# Olympische Jugend-Sommerspiele 2010/Turnen
Bei den Olympischen Jugend-Sommerspielen 2010 in Singapur wurden vom 16. bis 22. August 2010 die Wettbewerbe im Gerätturnen ausgetragen. Die Wettkämpfe fanden in der Bishan Sports Hall statt.

## Jungen

### Mehrkampf
Die Qualifikationswettkämpfe wurden am 16. August und das Finale am 18. August 2010 ausgetragen.
| Platz | Land                   | Athlet             | Punkte |
| ----- | ---------------------- | ------------------ | ------ |
| 1     | Japan                  | Yuya Kamoto        | 86,350 |
| 2     | Ukraine                | Oleh Stepko        | 85,350 |
| 3     | Volksrepublik China    | Zhu Xiaodong       | 85,000 |
| 4     | Rumänien               | Andrei Muntean     | 84,950 |
| 5     | Vereinigtes Königreich | Sam Oldham         | 84,650 |
| 6     | Russland               | Daniil Kasatschkow | 84,000 |

 Daniel Weinert belegte den 9. Platz (82,000 Punkte).

 Oliver Hegi belegte in der Qualifikation den 19. Platz (81,000 Punkte).

### Gerätefinals
Die Wettkämpfe fanden am 21. und 22. August 2010 statt.
| Rang | Athlet              | Punkte |
| ---- | ------------------- | ------ |
| 1    | Ernesto Vila Sarria | 14,575 |
| 2    | Oleh Stepko         | 14,500 |
| 3    | Zhu Xiaodong        | 14,300 |
| 4    | Thomas Neuteleers   | 13,850 |
| 5    | Sam Oldham          | 13,775 |
| 6    | Filip Boroša        | 13,600 |

| Rang | Athlet             | Punkte |
| ---- | ------------------ | ------ |
| 1    | Oleh Stepko        | 13,950 |
| 2    | Sam Oldham         | 13,925 |
| 3    | Daniil Kasatschkow | 13,550 |
| 4    | Wassil Mychalyzyn  | 13,450 |
| 5    | Levente Vágner     | 13,425 |
| 6    | Yuya Kamoto        | 13,325 |

| Rang | Athlet             | Punkte |
| ---- | ------------------ | ------ |
| 1    | Andrei Muntean     | 14,350 |
| 2    | Yuya Kamoto        | 14,200 |
| 3    | Néstor Abad        | 14,150 |
| 4    | Oleh Stepko        | 13,975 |
| 4    | Ganbat Erdenebold  | 13,975 |
| 6    | Daniil Kasatschkow | 13,825 |

| Rang | Athlet             | Punkte |
| ---- | ------------------ | ------ |
| 1    | Ganbat Erdenebold  | 15,662 |
| 2    | Ferhat Arıcan      | 15,650 |
| 3    | Néstor Abad        | 15,450 |
| 4    | Arthur Mariano     | 15,400 |
| 5    | Weena Chokpaoumpai | 15,362 |
| 6    | Daniil Kasatschkow | 14,962 |

| Rang | Athlet            | Punkte |
| ---- | ----------------- | ------ |
| 1    | Oleh Stepko       | 14,400 |
| 2    | Andrei Muntean    | 14,150 |
| 3    | Ludovico Edalli   | 14,100 |
| 4    | Sam Oldham        | 14,000 |
| 5    | Thomas Neuteleers | 13,775 |
| 6    | Yuya Kamoto       | 13,750 |

| Rang | Athlet              | Punkte |
| ---- | ------------------- | ------ |
| 1    | Sam Oldham          | 14,375 |
| 2    | Néstor Abad         | 14,125 |
| 3    | Zhu Xiaodong        | 14,100 |
| 4    | Yuya Kamoto         | 14,075 |
| 5    | Daniil Kasatschkow  | 14,025 |
| 6    | Ernesto Vila Sarria | 13,975 |

## Mädchen

### Mehrkampf
Die Qualifikationswettkämpfe wurden am 17. August und das Finale am 19. August 2010 ausgetragen.
| Platz | Land                | Athlet                 | Punkte |
| ----- | ------------------- | ---------------------- | ------ |
| 1     | Russland            | Wiktorija Komowa       | 61,250 |
| 2     | Volksrepublik China | Tan Sixin              | 58,500 |
| 3     | Italien             | Carlotta Ferlito       | 55,350 |
| 4     | Japan               | Natsumi Sasada         | 55,100 |
| 5     | Guatemala           | Ana Sofía Gómez Porras | 54,050 |
| 6     | Rumänien            | Diana Bulimar          | 53,950 |

 Elisa Hämmerle belegte den 12. Platz (51,850 Punkte).

 Nadia Baeriswyl belegte in der Qualifikation den 20. Platz (50,250 Punkte).

 Desiree Baumert belegte in der Qualifikation den 23. Platz (49,600 Punkte).

### Gerätefinals
Die Wettkämpfe fanden am 21. und 22. August 2010 statt.
| Rang | Athlet             | Punkte |
| ---- | ------------------ | ------ |
| 1    | Wiktorija Komowa   | 15,312 |
| 2    | María Paula Vargas | 13,800 |
| 3    | Carlotta Ferlito   | 13,700 |
| 4    | Natsumi Sasada     | 13,662 |
| 5    | Madeline Gardiner  | 13,587 |
| 6    | Harumy Freitas     | 13,425 |

| Rang | Athlet           | Punkte |
| ---- | ---------------- | ------ |
| 1    | Wiktorija Komowa | 14,525 |
| 2    | Tan Sixin        | 14,125 |
| 3    | Jonna Adlerteg   | 13,550 |
| 4    | Angela Donald    | 12,975 |
| 5    | Tess Moonen      | 12,725 |
| 5    | Carlotta Ferlito | 12,725 |

| Rang | Athlet                 | Punkte |
| ---- | ---------------------- | ------ |
| 1    | Tan Sixin              | 15,550 |
| 2    | Carlotta Ferlito       | 14,825 |
| 3    | Angela Donald          | 14,450 |
| 4    | Ana Sofía Gómez Porras | 14,100 |
| 5    | Harumy Freitas         | 13,450 |
| 6    | Alina Krawtschenko     | 12,800 |

| Rang | Athlet                 | Punkte |
| ---- | ---------------------- | ------ |
| 1    | Tan Sixin              | 14,525 |
| 2    | Diana Bulimar          | 14,325 |
| 3    | Wiktorija Komowa       | 14,175 |
| 4    | Ana Sofía Gómez Porras | 13,700 |
| 5    | Jessica Hogg           | 13,600 |
| 6    | Tess Moonen            | 13,575 |

## Medaillenspiegel
|      |                        |      |        |        |       |
| Rang | Land                   | Gold | Silber | Bronze | total |
| 1    | Ukraine                | 2    | 2      | -      | 4     |
| 2    | Japan                  | 1    | 1      | -      | 2     |
|      | Rumänien               | 1    | 1      | -      | 2     |
|      | Vereinigtes Königreich | 1    | 1      | -      | 2     |
| 5    | Kuba                   | 1    | -      | -      | 1     |
|      | Mongolei               | 1    | -      | -      | 1     |
| 7    | Spanien                | -    | 1      | 2      | 3     |
| 8    | Türkei                 | -    | 1      | -      | 1     |
| 9    | Volksrepublik China    | -    | -      | 3      | 3     |
| 10   | Russland               | -    | -      | 1      | 1     |
|      | Italien                | -    | -      | 1      | 1     |

|      |                     |      |        |        |       |
| Rang | Land                | Gold | Silber | Bronze | total |
| 1    | Russland            | 3    | -      | 1      | 4     |
| 2    | Volksrepublik China | 2    | 2      | -      | 4     |
| 3    | Italien             | -    | 1      | 2      | 3     |
| 4    | Spanien             | -    | 1      | -      | 1     |
|      | Rumänien            | -    | 1      | -      | 1     |
| 6    | Schweden            | -    | -      | 1      | 1     |
|      | Australien          | -    | -      | 1      | 1     |